# Urocystis hierochloae
Urocystis hierochloae är en svampart som först beskrevs av K.E. Murasjkinskij, och fick sitt nu gällande namn av Vánky 1985. Urocystis hierochloae ingår i släktet Urocystis och familjen Urocystidaceae.   Inga underarter finns listade i Catalogue of Life.